# Euphorbia villifera
Euphorbia villifera är en törelväxtart som beskrevs av Scheele. Euphorbia villifera ingår i släktet törlar, och familjen törelväxter. Inga underarter finns listade i Catalogue of Life.